# ウラジーミル・ブット
ウラジーミル・ウラジーミロヴィチ・ブット(ロシア語: Владимир Владимирович Бут、1977年9月7日 - ）は、現ロシア・クラスノダール地方、ノヴォロシースク出身の元サッカー選手。現役時代のポジションはMF。兄のヴィタリー・ブット(1972年11月16日 - )もサッカー選手であった。

## 来歴

### クラブ
1992年にロシア・ファーストディビジョン(2部相当)所属のFCチェルノモレツ・ノヴォロシースクでサッカー選手としてのキャリアを始めた。1994年、17歳の時にブンデスリーガ所属のボルシア・ドルトムントに移籍。1993年9月27日に父親が死去した事も移籍の理由の一つとして語ってる。ボルシア・ドルトムントを率いていたオットマー・ヒッツフェルトはこの時点においてブットを"ダイヤモンドの原石"と述べるなど、ブットはヨーロッパで最も有望な選手の一人とみなされていた。
1996年8月21日、フォルトゥナ・デュッセルドルフ戦でデビューを果たして、そのシーズンは11試合に出場1得点を挙げた。UEFAチャンピオンズリーグ 1996-97ではグループリーグのヴィジェフ・ウッチ戦やステアウア・ブカレスト戦でしか出場しなかったものの、チームはチャンピオンズリーグで優勝を果たし、ロシア人として初めてUEFAチャンピオンズリーグのタイトルを獲得したイーゴリ・ドブロヴォリスキーに続く2番目のタイトル獲得者となった。
しかし、2000年あたりから急激にパフォーマンスが低下して2000年7月から10月まではアマチュアチームに降格させられた。同年、SCフライブルクに移籍をして無難に出場を果たすも2001/02シーズンでチームは降格。2003年にハノーファー96へ移籍をしたが2シーズンで出場したのは4試合に留まった。
2005年5月、母国ロシアのFCシンニク・ヤロスラヴリに移籍して7試合に出場。退団後は長い間、無所属であった。2007年1月にはルーマニアのFCディナモ・ブカレストでトライアルを受けたが不合格となった。2008年、地元のFCチェルノモレツ・ノヴォロシースクに移籍して、37試合出場の5得点を記録した。
2008年、現役引退を発表したが、6ヵ月後にギリシャのレバディアコスFCと2年契約をして移籍をした。しかし、レバディアコスFCの監督はブットを使う事を拒否したことから公式の試合には1試合も出場できなかった。2009年9月、ギリシャのOFIクレタに移籍。ここでサッカー選手としてのキャリアを終了させた。

### 代表
U-21では7試合に出場。ロシア代表では2試合に出場をした。
代表での出場
| # | 開催年月日    | 対戦国     | 結果 | 試合概要 |
| - | ------------- | ---------- | ---- | -------- |
| 1 | 1999年8月17日 | ベラルーシ | 2:0  | 親善試合 |
| 2 | 2000年2月23日 | イスラエル | 1:4  | 親善試合 |

## タイトル

### クラブ
- FCチェルノモレツ・ノヴォロシースク
  - ロシア・ファーストディビジョン：2 (1993, 1994)
- ボルシア・ドルトムント
  - ブンデスリーガ：2 (1995, 1996)
  - DFLスーパーカップ：1 (1995, 1996)
  - UEFAチャンピオンズリーグ：1 (1996/97)
  - インターコンチネンタルカップ：1 (1997)
- SCフライブルク
  - 2. ブンデスリーガ：1 (2003)